# 케리 흄

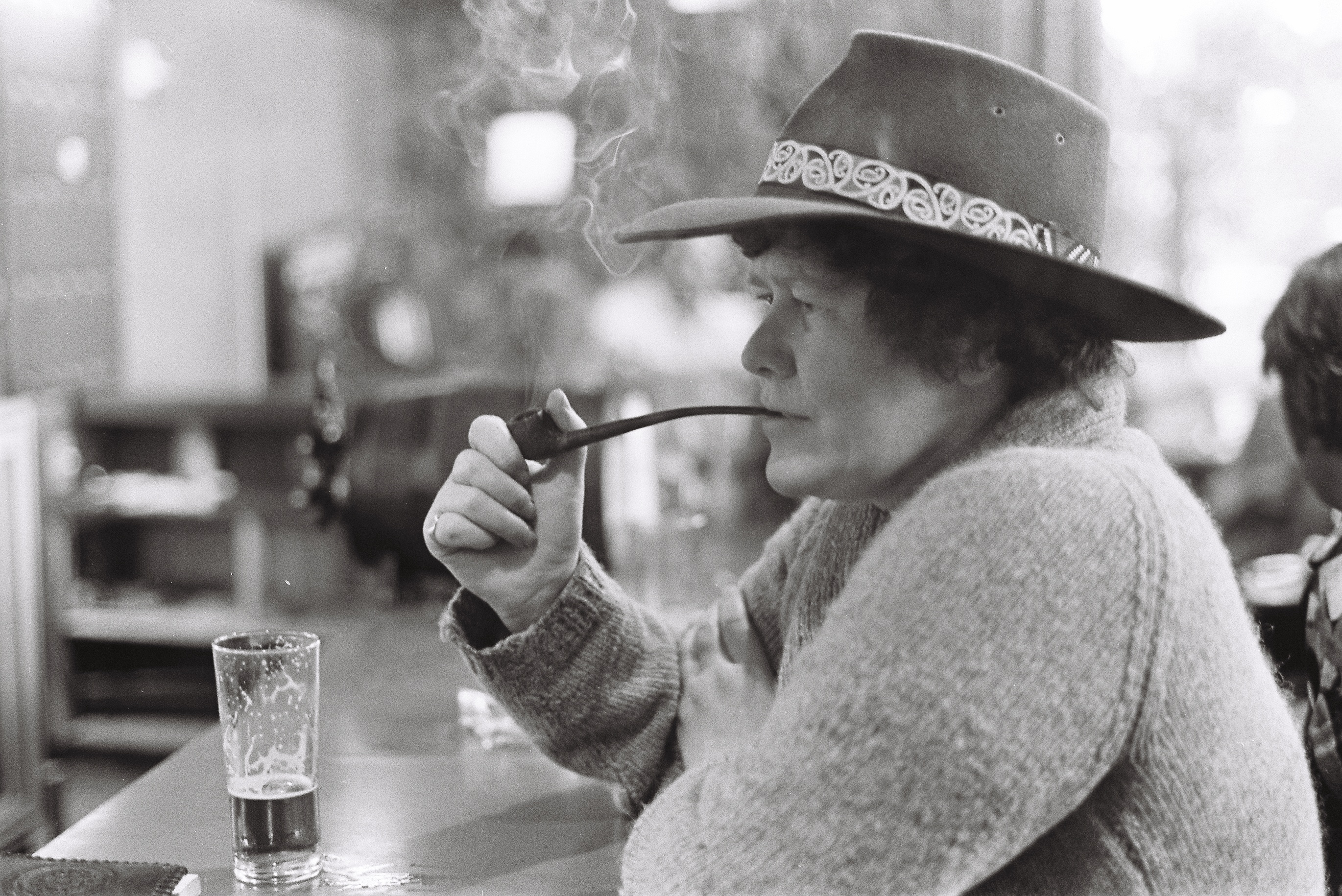

케리 안 루히 흄(Keri Ann Ruhi Hulme, 1947년 3월 9일 – 2021년 12월 27일)는 뉴질랜드의 소설가, 시인, 단편 작가이다. 그녀는 또한 Kai Tainui 라는 필명으로 글을 썼다. 그녀의 소설 Bone People 은 1985년 부커상을 수상했다. 그녀는 이 상을 수상한 최초의 뉴질랜드인이자 데뷔 소설 로 상을 수상한 최초의 작가이기도 하다. 흄의 글은 고립, 탈식민주의 및 다문화 정체성, 마오리, 켈트, 북유럽 신화의 주제를 탐구한다.
흄은 1947년 3월 9일 뉴질랜드 크라이스트처치의 버우드 병원에서 태어났다. 목수와 신용 관리자의 딸인 그녀는 6남매 중 장남이었다. 그녀의 아버지는 잉글랜드 랭커셔 출신의 부모를 둔 뉴질랜드인 1세대였으며 어머니는 오크니 스코틀랜드와 마오리 혈통의 오아마루 출신이다.
흄은 크라이스트처치의 160 Leaver Terrace, New Brighton에서 자랐으며 그곳에서 North New Brighton 초등학교와 Aranui 고등학교 를 다녔다. 그녀는 자신을 "선천적으로 권위를 갖는 것을 싫어하는 매우 확고하고 단호한 아이"라고 설명했다. 1958년, 그녀가 11세였을 때 그녀의 아버지는 사망했다. 흄은 어렸을 때부터 글쓰기에 관심이 있었던 자신을 기억했다. 그녀는 애니드 블라이턴 이야기를 그녀가 생각했던 방식으로 다시 썼고, 12살 때부터 시를 썼고, 단편 소설을 작곡했다. 그녀의 어머니는 아버지가 돌아가신 후 그녀를 위한 서재로 옆 현관을 정리했다. 그녀의 시와 단편 중 일부는 Aranui High School 잡지에 실렸다.
고등학교를 졸업한 후 흄은 Motueka 에서 담배 피커로 일했다. 그녀는 1967년 에 캔터베리 대학교 에서 명예법학 학위를 받기 위해 공부하기 시작했지만, "소외된/외딴 곳"을 느끼며 4학기를 마치고 학교를 그만두고 다시 담배 줍기로 돌아갔지만 글을 계속 썼다.
1972년까지 흄는 많은 양의 메모와 그림을 축적하여 전업으로 글을 쓰기로 결정했지만 가족의 재정적 지원에도 불구하고 9개월 후에 직장으로 복귀했다. 그녀는 소매업, 피시 앤 칩스 요리사, 양모 공장 와인더, 남섬 서부 해안의 그레이마우스 에서 우편 배달원 등 다양한 직업을 가졌다.
흄은 1973년, 1977년, 1979년에 문학 기금을 받았고 1979년에는 하와이 동서 센터 에 방문 시인으로 게스트로 있었다. 흄은 1977년 Robert Burns Fellowship 을 보유하고 1978년 오타고 대학의 레지던시 작가가 되었다.
흄은 뉴질랜드의 페미니스트 문학 및 예술 단체인 Spiral Collective 에서 출판을 승인할 때까지 12년 동안 뼈 사람들 을 위한 원고를 여러 출판사에 제출했다. 1984년 2월에 출판된 이 책은 1984년 뉴질랜드 도서상 소설 부문과 1985년 부커상을 수상했다. 흄은 최초의 부커상을 수상한 뉴질랜드인이자 데뷔 소설로 상을 수상한 최초의 작가이다.
1985년 흄은 University of Canterbury의 상주 작가였으며 1990년에는 Queen Elizabeth Arts Council 문학 위원회로부터 1990년 장학금을 2년 동안 수여받았다. 1996년에 그녀는 뉴질랜드 공화국 의 후원자가 되었다. 흄은 또한 문학 기금 자문 위원회(1985-1989)와 뉴질랜드의 음란 출판 재판소(1985-1990)에서 근무했다.
흄의 글에서 공통적인 주제는 정체성과 고립이다.

## 같이 보기
- 뉴질랜드 문학